# Dekolonisatie van Afrika

Volgorde van dekolonisatie van Afrikaanse landen

De dekolonisatie van Afrika, welke plaatsvond in de decennia direct na de Tweede Wereldoorlog, is een belangrijke periode in de geschiedenis van Afrika, waarin de landen die tot dusver kolonies waren van Europese grootmachten zelfstandig werden. Veruit de meeste dekolonisaties vonden plaats in het jaar 1960, waardoor dit jaar ook wel Het jaar van Afrika genoemd wordt.

## Achtergrond
Met uitzondering van enkele landen, te weten Egypte, Liberia en Ethiopië, bestond Afrika in 1945 vrijwel geheel uit koloniën (Zuid-Afrika was verzelfstandigd, maar met kolonisten aan de macht). De Europese koloniale mogendheden kwamen echter verzwakt uit de Tweede Wereldoorlog. De twee belangrijkste overwinnaars, de Verenigde Staten en de Sovjet-Unie (de nieuwe grootmachten in wording) waren tegen het koloniale systeem gekant. Deze ontwikkeling droeg ertoe bij dat het merendeel van de Afrikaanse koloniën onafhankelijk werd in de periode die op de Tweede Wereldoorlog volgde.
De politieke machtsovername door inheemse groeperingen voltrok zich deels vreedzaam, deels gewelddadig. Een aantal ernstige militaire conflicten sleepten jarenlang aan, zoals de Mau Mau-opstand, de Algerijnse Oorlog, de Congocrisis en de diverse onafhankelijkheidsoorlogen in de Portugese koloniën Angola, Guinee-Bissau, Kaapverdië en Mozambique.
In 1960 hield de Britse premier Harold Macmillan in Ghana en in Zuid-Afrika zijn Wind of Change-speech, waarin hij zijn steun uitsprak voor verdere dekolonisatie van Afrika en de afschaffing van apartheid in Zuid-Afrika. Hij wilde uit alle macht voorkomen dat Groot-Brittannië in een zelfde heilloze oorlog verzeild raakte als Frankrijk in de op dat moment woedende Algerijnse Oorlog.
De onafhankelijkheidsbeweging werd in sommige gevallen ook een speelbal van de geopolitieke belangen van Verenigde Staten, China en de Sovjet-Unie, die in de Koude Oorlog verwikkeld waren. 
De dekolonisatie ijlt nog steeds na; met name voormalig kolonisator Frankrijk probeert militair, politiek en cultureel nog invloed uit te oefenen in ex-koloniën. 
In het algemeen geldt dat de door de Europese mogendheden getrokken grenzen nog steeds de staatsgrenzen zijn. Deze grenzen waren echter getrokken zonder rekening te houden met al bestaande stammen- of volkengrenzen. Hierdoor is een nationaal bewustzijn vaak zwak gebleven en zijn het voornamelijk veelvolkerenstaten met alle potentiële conflictstof van dien. Ook ontbreekt veelal een democratische traditie. Vanwege genoemde factoren zijn in veel staten militaire of dictatoriale regimes aan de macht gekomen.

## Volgorde van de dekolonisatie
In 1951 werd Libië onafhankelijk van Frankrijk en het Verenigd Koninkrijk.
In 1952 werd Eritrea deel van Ethiopië (Libië en Eritrea waren beide voormalige Italiaanse koloniën die als trustgebied van de VN werden bestuurd).
In 1956 volgde de onafhankelijkheid van:
- Soedan (van Verenigd Koninkrijk)
- Marokko (van Frankrijk en Spanje)
- Tunesië (van Frankrijk)

In 1957 was het de beurt aan Ghana (van VK) en 
in 1958 aan Guinee-Conakry (van Frankrijk).
In 1960 werden de volgende Afrikaanse koloniën onafhankelijk (alfabetisch):
- Benin (van Frankrijk)
- Centraal-Afrikaanse Republiek (van Frankrijk)
- Congo-Brazzaville (van Frankrijk)
- Congo-Kinshasa (van België)
- Dahomey (nu Benin; van Frankrijk)
- Gabon (van Frankrijk)
- Ivoorkust (van Frankrijk)
- Kameroen (van Frankrijk)
- Madagaskar (van Frankrijk)
- Mali (van Frankrijk)
- Mauritanië (van Frankrijk)
- Niger (van Frankrijk)
- Nigeria (van het Verenigd Koninkrijk)
- Opper-Volta (nu Burkina Faso; van Frankrijk)
- Senegal (van Frankrijk)
- Somalië (van het Verenigd Koninkrijk en Italië. Nb: Het Britse gedeelte en het Italiaanse, dat een trustgebied was, werden kort na elkaar onafhankelijk en werden onmiddellijk verenigd.)
- Togo (van Frankrijk; was een trustgebied)
- Tsjaad (van Frankrijk)

In 1961:
- Sierra Leone (van Verenigd Koninkrijk)
- Tanganyika (Tanzania) (van Verenigd Koninkrijk)

In 1962:
- Burundi (van België)
- Rwanda (van België)
- Algerije (van Frankrijk)
- Oeganda (van Verenigd Koninkrijk)

In 1963:
- Kenia (van Verenigd Koninkrijk)
- Sultanaat Zanzibar (van Verenigd Koninkrijk)

In 1964:
- Malawi (van Verenigd Koninkrijk)
- Zambia (van Verenigd Koninkrijk)

In 1965:
- Gambia (van Verenigd Koninkrijk)
- Rhodesië (nu: Zimbabwe) (van Verenigd Koninkrijk. NB: Dit werd op dat moment niet erkend door het VK)

In 1966:
- Botswana (van Verenigd Koninkrijk)
- Lesotho (van Verenigd Koninkrijk)

In 1968: 
- Swaziland (van Verenigd Koninkrijk)
- Equatoriaal-Guinea (van Spanje)
- Ifni (van Spanje, overgedragen aan Marokko)

In 1973:
- Guinee-Bissau (van Portugal, erkend in 1974)

In 1975:
- Mozambique (van Portugal)
- Kaapverdië (van Portugal)
- Comoren (van Frankrijk)
- Sao Tomé en Principe (van Portugal)
- Angola (van Portugal)

In 1976:
- Seychellen (van Verenigd Koninkrijk)
- Westelijke Sahara (van Spanje, maar nu bezet door Marokko)

In 1977:
- Djibouti (van Frankrijk)

In 1980:
- Zimbabwe (d.w.z. erkend door het Verenigd Koninkrijk)

In 1990:
- Namibië (van Zuid-Afrika)

## Huidige niet-soevereine territoria
- Bassas da India (Frankrijk)
- Canarische Eilanden (Spanje)
- Europa (Frankrijk)
- Glorieuzen (Frankrijk)
- Juan de Nova (Frankrijk)
- Madeira (Portugal)
- Mayotte (Frankrijk)
- Réunion (Frankrijk)
- Tromelin (Frankrijk)
- Westelijke Sahara (Marokko) de facto